# Mark Scerri
Mark Scerri (16 gennaio 1990) è un calciatore maltese, centrocampista svincolato.

## Carriera

### Club
Ha giocato nella massima serie del campionato maltese con lo Sliema Wanderers.

### Nazionale
Ha esordito con la nazionale maltese nel 2013.

## Palmarès

### Club

#### Competizioni nazionali
- Coppa di Malta: 3

Sliema Wanderers: 2008-2009, 2015-2016, 2023-2024
- Supercoppa di Malta: 1

Sliema Wanderers: 2009
- Challenge League: 1

Sliema Wanderers: 2022-2023